# John Baptista Ashe (Politiker, 1810)
John Baptista Ashe (*  1810 in Rocky Point, Pender County, North Carolina; † 29. Dezember 1857 in Galveston, Texas) war ein US-amerikanischer Politiker. Zwischen 1843 und 1845 vertrat er den Bundesstaat Tennessee im US-Repräsentantenhaus.

## Werdegang
John Baptista Ashe war Mitglied einer bekannten Politikerfamilie. Er war der ältere Bruder von William Shepperd Ashe (1814–1862), der zwischen 1849 und 1855 den Staat North Carolina im Kongress vertrat. Außerdem war er ein Cousin von Thomas Samuel Ashe (1812–1887), der von 1873 bis 1877 ebenfalls Kongressabgeordneter für North Carolina war. Sein Onkel John (1748–1802) war Delegierter zum Kontinentalkongress und saß ebenfalls für North Carolina im US-Repräsentantenhaus.
Ashe besuchte die Fayetteville Academy und danach bis 1830 das Trinity College in Hartford (Connecticut). Nach einem Jurastudium und seiner im Jahr 1832 erfolgten Zulassung als Rechtsanwalt begann er in Brownsville zu praktizieren. Ashe war Mitglied der Whig Party. Bei den Kongresswahlen des Jahres 1842 wurde er im zehnten Wahlbezirk von Tennessee in das US-Repräsentantenhaus in Washington, D.C. gewählt, wo er am 4. März 1843 die Nachfolge des Demokraten Aaron V. Brown antrat. Bis zum 3. März 1845 konnte er eine Legislaturperiode im Kongress absolvieren. Diese war von den Diskussionen um eine Annexion der seit 1836 von Mexiko unabhängigen Republik Texas bestimmt.
Nach seinem Ausscheiden aus dem US-Repräsentantenhaus zog John Ashe nach Galveston in Texas, wo er als Anwalt praktizierte. Dort ist er am 29. Dezember 1857 auch verstorben. Er war Sklavenhalter.